# Nyctemera atralba
Nyctemera atralba là một loài bướm đêm thuộc phân họ Arctiinae, họ Erebidae.